# Costco
Cet article possède un paronyme, voir Cosco.
Costco Wholesale Corporation ou Costco est une entreprise américaine de grande distribution fonctionnant sur le principe de libre-service de gros avec adhésion.
En 2023, le groupe détient 587 magasins dans différents pays. Il réalise près de 90% de son chiffre d'affaires aux États-Unis, au Canada et au Mexique.
Aux États-Unis, c'est le troisième groupe de grande distribution, derrière Amazon et Walmart.
Il est coté à la bourse de New York.
Son siège est situé à Issaquah dans l'État de Washington.

## Histoire

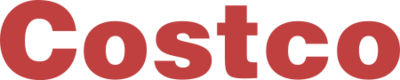
Logo original de Costco (utilisé jusqu'en 1993, mais porté par les magasins jusqu'en 1997)

Fondé par Jim Sinegal (en) et Jeffrey Brotman, Costco ouvrit son premier entrepôt à Seattle, Washington, le 15 septembre 1983. Sinegal s'est initié à la vente au détail en travaillant à la fois pour FedMart (en) et Price Club, tous deux fondés par Sol Price (en). Brotman, avocat de métier, était aussi impliqué dans la vente au détail depuis son jeune âge.
En 1993, Costco a fusionné avec Price Club, leurs modèle d'entreprise et taille étant comparables. Juste après la fusion, PriceCostco comptait 206 succursales générant 16 milliards de dollars américains de ventes annuelles. En 1997, la compagnie changea de nom pour devenir Costco Wholesale.
En mars 2020, Costco annonce l'acquisition de Innovel, une entreprise de logistique, pour un milliard de dollars.

## Fonctionnement et adhésion
Pour avoir accès aux marchandises des entrepôts, il faut en devenir membre. Les frais annuels d'adhésion sont variables : 60 US$ aux États-Unis, 60 CA$ au Canada , 36 € en France.
En contrepartie, Costco limite à 14 % ses marges commerciales sur chaque article vendu, et offre une politique de retour (généralement entre 1 et 2 % selon les achats) pour les détenteurs d'une carte de niveau supérieur qui, elle, coûte 120 dollars U.S. ou canadiens par an. On retrouve chez Costco des produits de consommation courante offerts en grande quantité. 
En Amérique du Nord, les entrepôts Costco acceptent exclusivement les cartes de crédit MasterCard (au Canada) ou Visa (aux États-Unis, après avoir dénoncé un accord d'exclusivité avec American Express en 2016, qui avait commencé en 2001), l'argent comptant, les chèques et Interac.

## Entrepôts
| Pays         | Entrepôts (2022) |
| ------------ | ---------------- |
| États-Unis   | 574              |
| Canada       | 100              |
| Mexique      | 39               |
| Royaume-Uni  | 29               |
| Japon        | 26               |
| Corée du Sud | 16               |
| Taïwan       | 13               |
| Australie    | 11               |
| Espagne      | 4                |
| Islande      | 1                |
| France       | 2                |
| Chine        | 2                |
| Total        | 790              |

### Aux États-Unis
Costco est le quatrième distributeur aux États-Unis. Étant le rival principal de Sam's Club, magasin d'entrepôts de Walmart, la réputation de Costco est devenue celle d'un « Anti-Walmart ». Ses employés sont beaucoup mieux payés que ceux de Walmart et ils ont presque tous l'assurance-maladie fournie par Costco[réf. non conforme]. En effet, quand la ville de Chicago a décidé de forcer certaines entreprises à fournir l'assurance-maladie et une paie raisonnable à leurs employés, la politique était basée sur celle de Costco[réf. non conforme].

### Au Canada
Le premier magasin au pays a ouvert en 1986 à Ville-Saint-Laurent sous l'ancienne bannière Club Price et a fermé en 1996,.
En 2024, Costco opère 108 entrepôts au Canada, dont 24 au Québec comme à St-Bruno-De-Montarville ouvert en 2019.
Le Costco de St-Bruno construit sur le site de l’ancien centre de distribution situé à côté des Promenades St-Bruno à Montréal et remplacera le Costco de St-Hubert maintenant trop petit et sans station service.
Costco étant propriétaire de l'édifice fermé du Boulevard Cousineau à Saint-Hubert le rénove et le convertit en centre « Costco pour l'entreprise » le 29 septembre 2020. Ce centre, le premier au Québec et le deuxième au Canada, bien qu'ouvert à tous les membres Costco, vise surtout la clientèle des propriétaires de restaurants, brasseries, épiceries et bureaux.

### En France

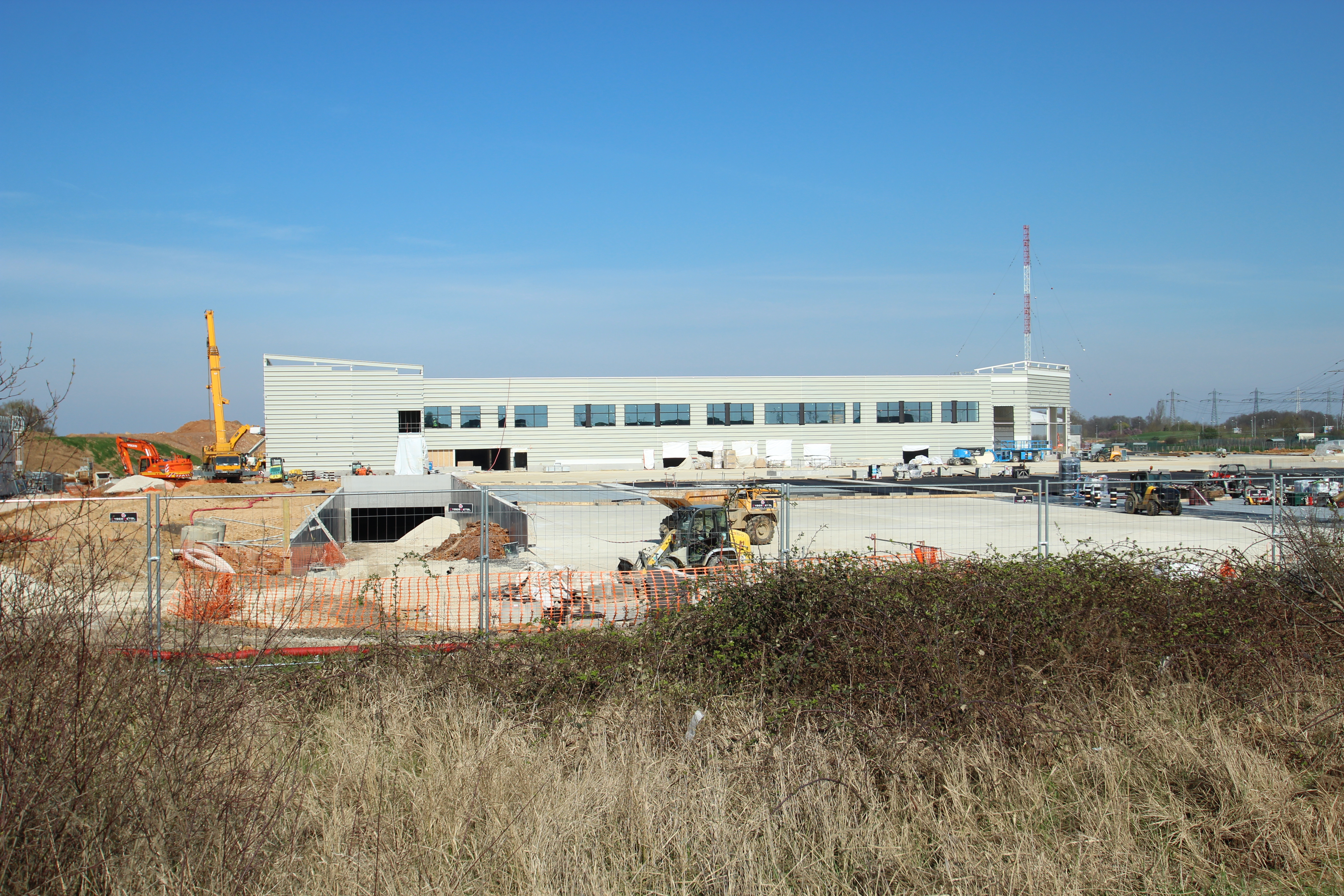
Chantier de construction du magasin Costco dans le parc d'activité de Courtabœuf 8 à Villebon-sur-Yvette.

L'enseigne ouvre, le 22 juin 2017, son premier magasin en France dans la commune de Villebon-sur-Yvette dans l'Essonne, qui devrait être suivi de 10 à 15 autres dans les dix ans, dont 4 à 6 en Île-de-France,.
Un deuxième magasin Costco ouvre ses portes le 4 décembre 2021 à Pontault-Combault.
Costco n'a pas réussi l'implantation à Bussy-Saint-Georges.
Au 23 juin 2017, en France, Costco réussit à réunir déjà près de 20 000 adhérents.
En Octobre 2022, Diane Tucci prend la tête de Costco France, en remplacement de Gary Swindells,.
En Mai 2023, Costco Wholesale lance la version française de son magazine Costco Connection.

## Finance

Graphique illustrant le chiffre d’affaires de différents distributeurs aux États-Unis en 2006.

De quatrième distributeur sur le territoire américain en termes de chiffres de ventes derrière Walmart, Home Depot et Kroger en 2007 avec 60 milliards de dollars de chiffre d'affaires, Costco Wholesale est passé en 2013 à la seconde place mondiale en affichant un chiffre d’affaires de 105,156 milliards de dollars, juste derrière l'intouchable Walmart conservant un chiffre d’affaires 4,5 fois plus important, et juste devant l'entreprise française Carrefour.

## Principaux actionnaires
Au 25 août 2021 :
| The Vanguard Group                                            | 7,90% |
| SSgA (en) Funds Management                                    | 3,76% |
| BlackRock Fund Advisors                                       | 2,39% |
| Fidelity Management & Research                                | 2,37% |
| Geode Capital Management                                      | 1,54% |
| Bill & Melinda Gates Foundation Trust (Investment Management) | 1,39% |
| Northern Trust Investments                                    | 1,37% |
| Norges Bank Investment Management                             | 1,07% |
| AllianceBernstein (en)                                        | 1,05% |
| Berkshire Hathaway (Investment Management)                    | 0,98% |

## Galerie

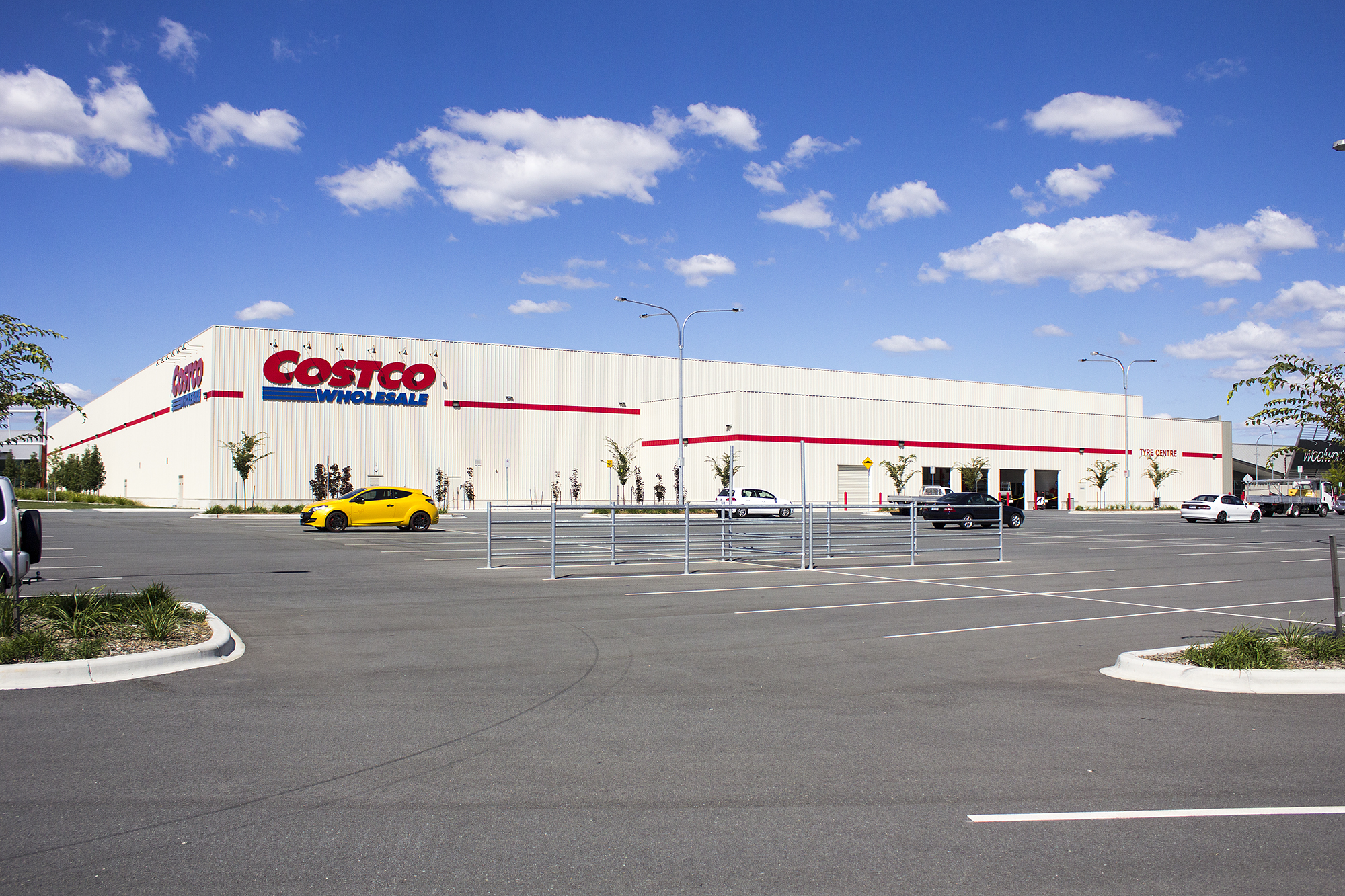
Canberra.
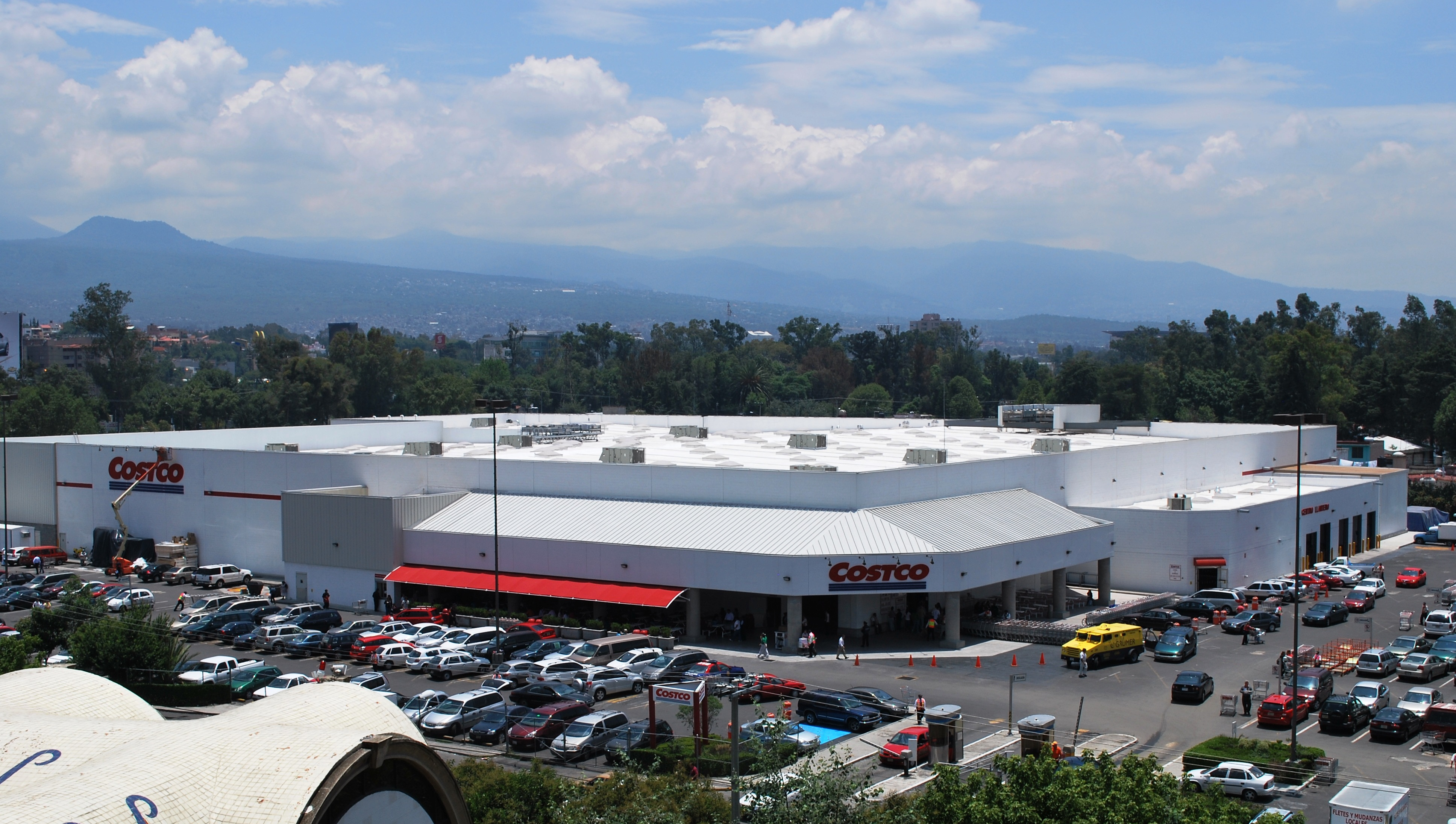
Mexico.
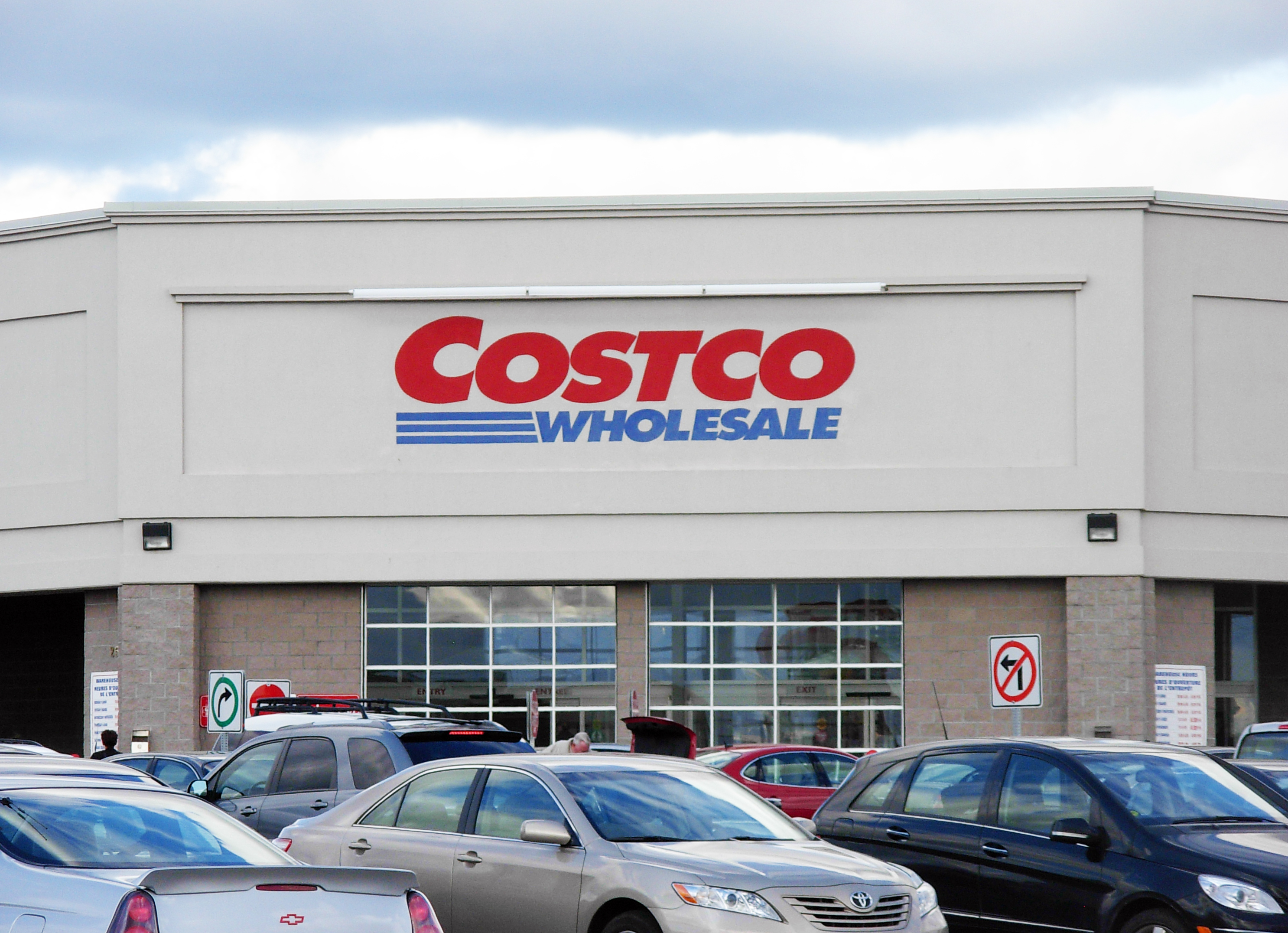
Moncton.
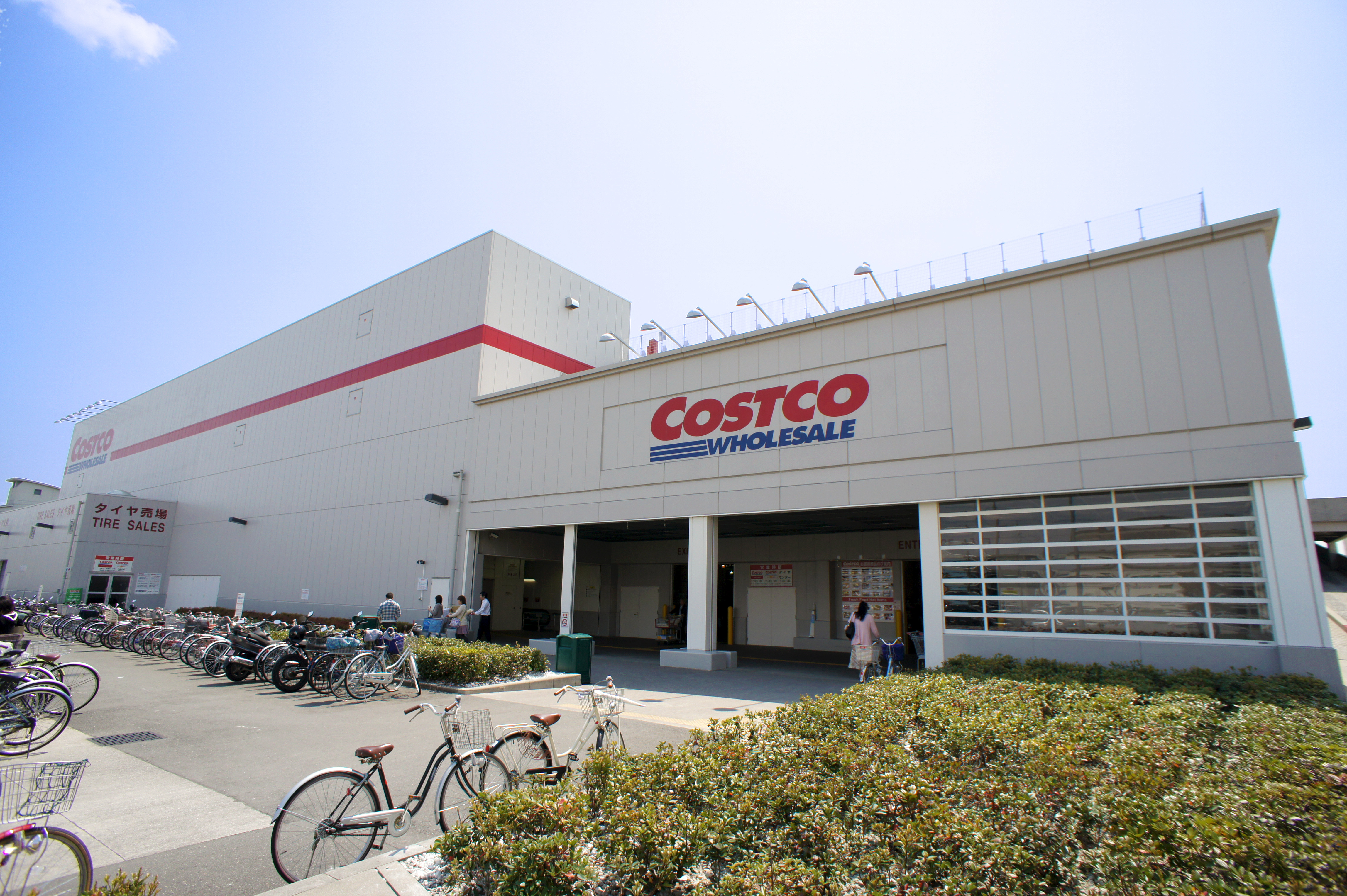
Amagasaki.